# Maxillariella sanguinea
Maxillariella sanguinea là một loài thực vật có hoa trong họ Lan. Loài này được (Rolfe) M.A.Blanco & Carnevali mô tả khoa học đầu tiên năm 2007.

## Hình ảnh

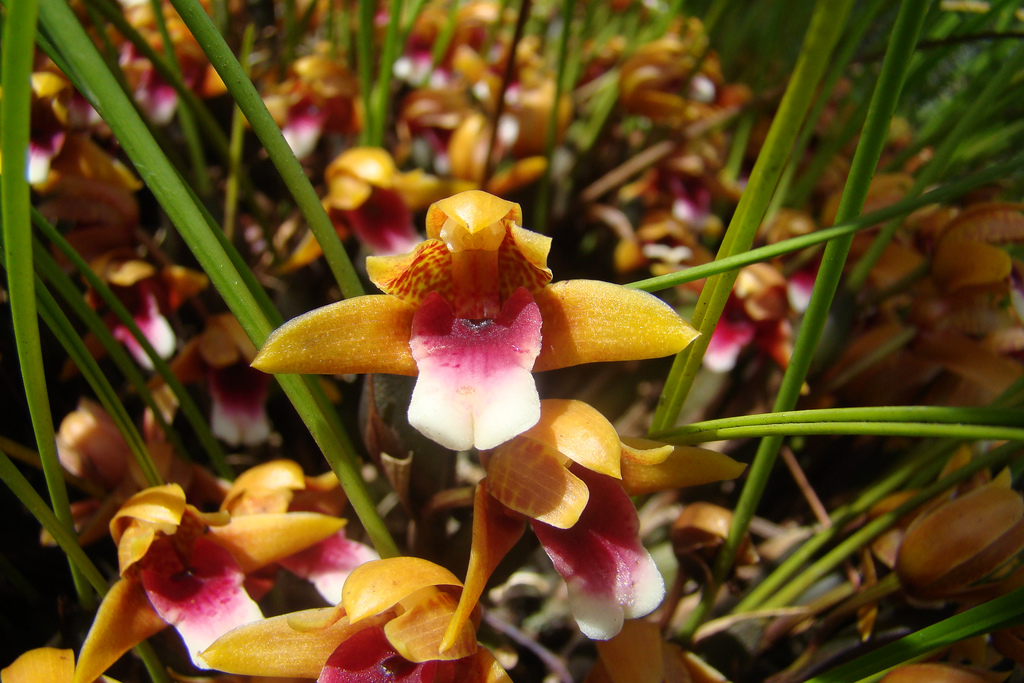